# 巧合 (鳳飛飛專輯)
《巧合》是鳳飛飛個人第十六張專輯；1975年3月海山唱片發行。

## 專輯曲目
| 曲序 | 曲名           | 作詞   | 作曲   | 編曲 | 長度   | 備註 |
| A1   | 巧合           | 莊奴   | 湯尼   |      |        | 電影《我愛傻瓜》插曲 林靈翻唱；收錄於〈情調重現二〉 陳聖芬翻唱；收錄於〈多少的回憶〉 蔡幸娟翻唱；收錄於〈絕版情歌〉 江明學翻唱；收錄於〈被遺忘的時光〉 林淑容；收錄於海外版專輯〈戀歌心曲 5〉 |
| A2   | 未曾留下地址   | 莊奴   | 古月   |      | 03'58" | 尤雅、原野三重唱翻唱；收錄於〈未曾留下地址〉合輯 嵐依風翻唱；收錄於〈溫暖的秋天〉 |
| A3   | 祝你順風       | 夢千   |        |      | 02'42" | 原唱：陳盈潔 改編自梓みちよ的歌曲二人でお酒を |
| A4   | 我祇要看見你   | 莊奴   | 湯尼   |      |        | 林友梅翻唱；收錄於〈你像白雲一片〉 尤雅翻唱；收錄於〈有心人〉 |
| A5   | 多看一眼       | 莊奴   | 湯尼   |      | 02'40" | 男聲：潘健 電影《我愛傻瓜》主題曲 |
| A6   | 追             | 莊奴   | 湯尼   |      |        | 電影《我愛傻瓜》插曲 |
| B1   | 有真情有活力   | 劉家昌 | 劉家昌 |      |        | 甄妮翻唱；收錄於〈愛情長跑〉 嵐依風翻唱；收錄於〈對著月亮訴情意〉 劉家昌翻唱；收錄於〈劉家昌作曲精華歌唱專集〉 林靈翻唱；收錄於〈情調重現二〉 羅時豐翻唱；收錄於〈羅時豐國語老歌【夜空】〉    |
| B2   | 我把一切告訴你 | 夢千   | 黃敏   |      | 03'13" | 原唱：陳盈潔 |
| B3   | 夢幻曲         | 毛崗   | 古月   |      | 02'35" | 邱圓舒翻唱；收錄於〈夢湖〉 |
| B4   | 世界真細小     | 黃霑   |        |      |        | 原唱：王愛明、沈殿霞、張德蘭、汪明荃 |
| B5   | 淡淡的回憶     | 夢千   | 黃敏   |      |        | |
| B6   | 同心橋         | 靜鴻   | 頑石   |      |        | 原唱：方晴 |

## 專輯版本
- 黑膠唱片[1]
  - 1975年3月台灣海山唱片發行
  - 1975年10月新加坡、馬來西亞、香港大聯機構發行[2]
- 卡帶
  - 1975年3月台灣海山唱片發行
  - 1975年10月新加坡、馬來西亞、香港大聯機構發行
- 匣式帶
  - 1975年10月新加坡、馬來西亞、香港大聯機構發行
- CD
  - 【昨日‧現在‧永遠的鳳飛飛版】2002年台灣麗歌唱片發行[3]
  - 【鳳飛飛海山飛藏專輯全記錄】2015年1月台灣飛躍藝人經紀工作室製作；喜瑪拉雅發行
  - 【海山復刻版】2015年5月22日台灣海山唱片發行[4]